# Orientböld

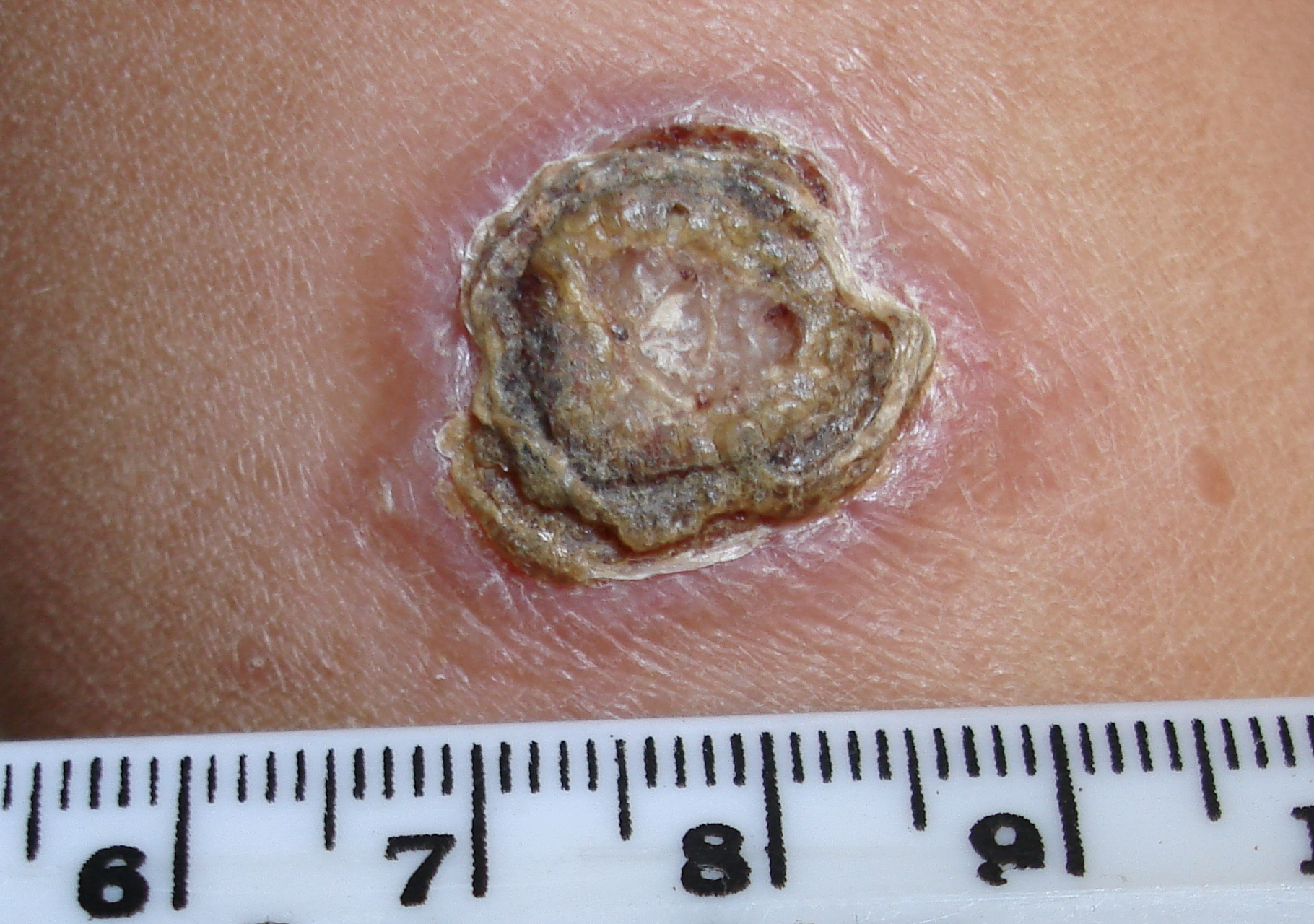

Orientböld (även kallad Aleppoböld, Biskreböld, Delhiböld eller Natalböld) är en hudsjukdom som orsakas av protozoer av släktet Leishmania genom bett av sandmyggor.
Orientböld förekom ursprungligen i Gamla världens tropiska och subtropiska länder, men har senare även spridit sig till Mellanamerika. Efter en inkubationstid från två veckor till flera månader framkommer på den angripnes hud knutor, som ulcererar och småningom läks med central substansförlust. Behandling med antimonpreparat är effektiv.